# 拉马乡
拉马乡，是中华人民共和国四川省凉山彝族自治州会东县曾经下辖的一个乡。2019年12月，撤销拉马乡，将其所属行政区域划归野租乡管辖。

## 行政区划
拉马乡撤销前下辖以下地区：
挡风岩村、马店村和拉马竹村。